# Gare de Hiramatsu
La gare de Hiramatsu (平松駅, Hiramatsu-eki) est une gare ferroviaire localisée dans la ville d'Himeji, dans la préfecture de Hyōgo au Japon. La gare est exploitée par la compagnie Sanyo Electric Railway, sur la ligne Aboshi. Le numéro de la gare est SY 55.

## Situation ferroviaire
Établie à 3 mètres d'altitude, la gare d'Hiramatsu est située au point kilométrique (PK) 7.3 de la ligne Sanyō Aboshi.

## Histoire
C'est le 10 mars 1942 que la gare est inaugurée.
En 2013, la fréquentation journalière de la gare était de 666 personnes.
| 2010 | 2011 | 2012 | 2013 |
| 640  | 653  | 652  | 666  |

## Service des voyageurs

### Accueil
La gare est une halte sans service et sans personnel.

### Desserte
La gare de Hiramatsu est une gare disposant de deux quais et de deux voies.
| N° de voie      | Ligne  | Direction                |
| --------------- | ------ | ------------------------ |
| Côté local gare | Aboshi | Aboshi                   |
| Côté opposé     | Aboshi | Shikama - Himeji - Osaka |

Installations et desserte
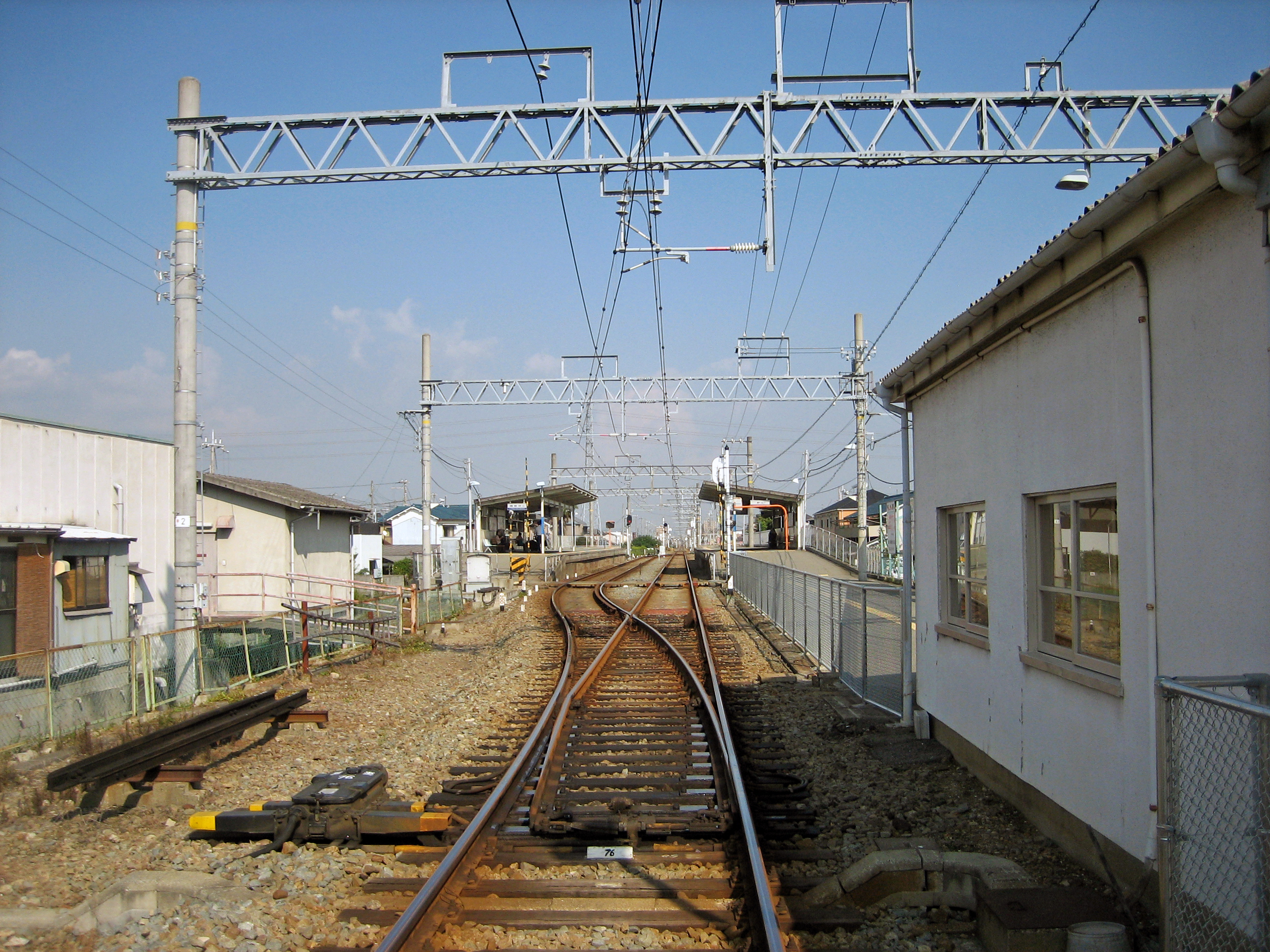
Vue sur les voies et quais.
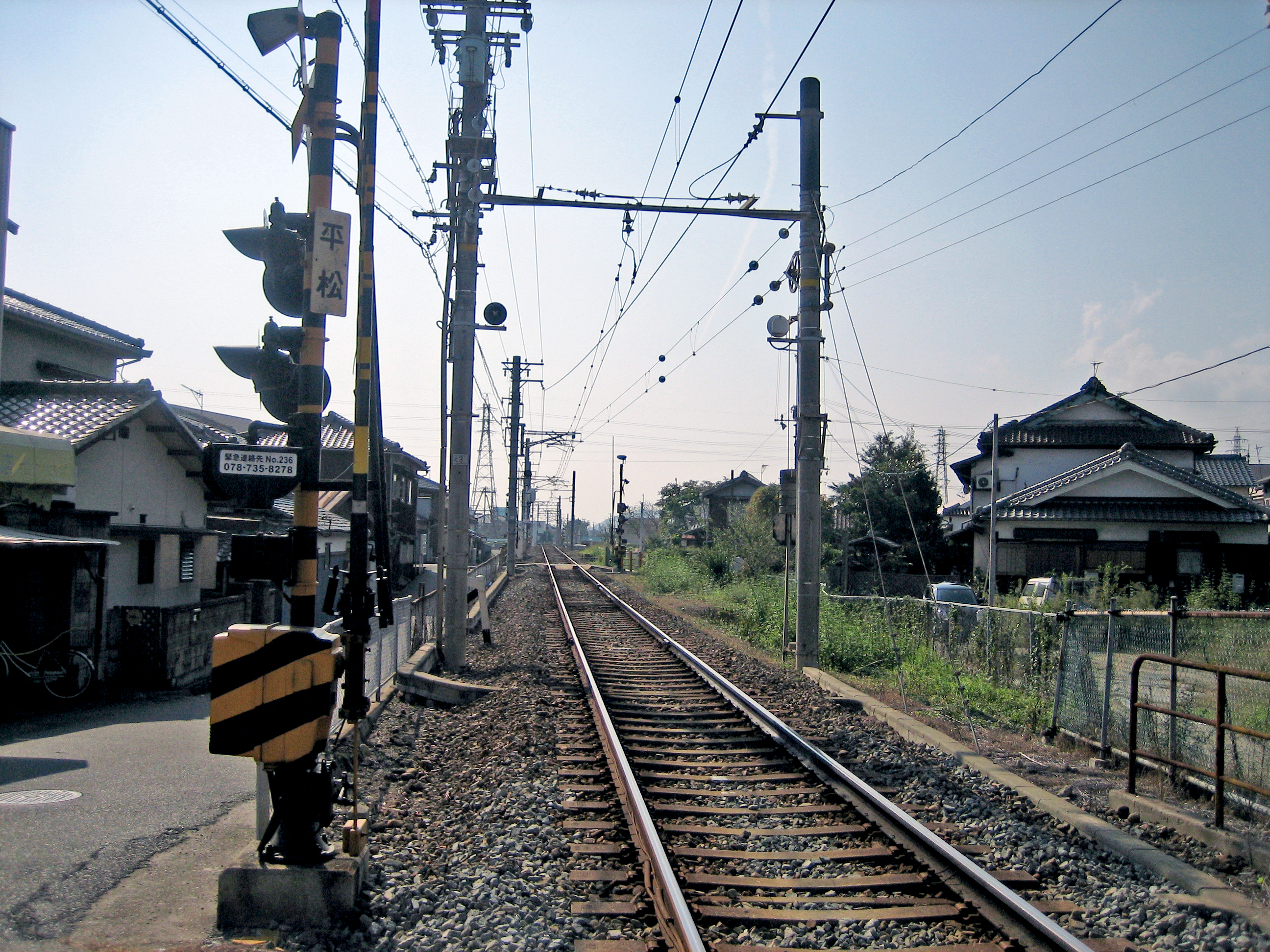
Vue sur la voie.
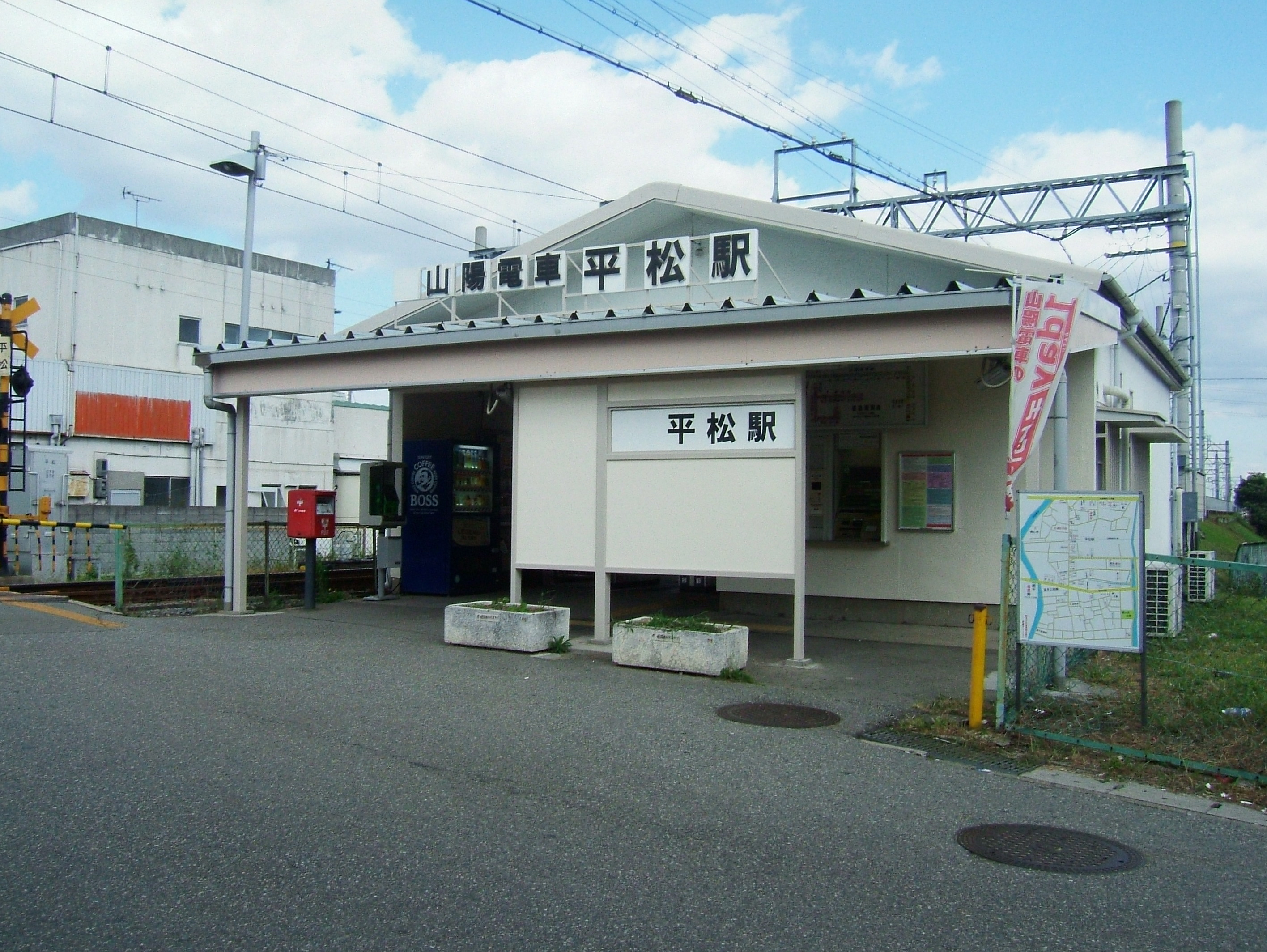
Local d'entrée.